# Шпанович, Ивана
Ивана Шпанович (серб. Ивана Шпановић, во время замужества Вулета серб. Вулета; род. 10 мая 1990, Зренянин, САК Воеводина) — сербская легкоатлетка, специализирующаяся в прыжках в длину. Бронзовый призёр Олимпийских игр 2016 года, чемпионка мира 2023 года, двукратная чемпионка мира в помещении (2018 и 2022). Чемпионка Европы (2016, 2022). Трёхкратная чемпионка Европы в помещении (2015, 2017, 2019).
В 2013 году стала первой сербской легкоатлеткой, завоевавшей медаль чемпионата мира ИААФ на стадионе, в 2018 году — первой сербской чемпионкой мира ИААФ в зале. Рекордсменка Сербии по прыжкам в длину в зале и на стадионе, а также  на дистанции 60 метров и в пятиборье в зале. Выступает за Спортивный клуб Воеводина в Нови-Саде, тренер — Горан Обрадович (до 2010 г. — Яни Хайду).
На чемпионате мира 2013 года в Москве завоевала бронзовую медаль, которая стала первой медалью Сербии на чемпионате мира по легкой атлетике. Два года спустя завоевала бронзовую медаль на чемпионате мира в Пекине. На чемпионате Европы 2015 года в помещении в Праге завоевала золотую медаль с национальным рекордом 6,98 м. Также завоевала золотые медали на чемпионатах мира в помещении в 2018 и 2022 годах и серебряную медаль в Портленде в 2016 году.
В мае 2016 года вышла на первое место в мировом рейтинге по прыжкам в длину среди женщин. Победительница Бриллиантовой лиги 2016 и 2017 годов. Наибольшего успеха в своей карьере она добилась на Олимпийских играх 2016 года в Рио-де-Жанейро, когда взяла бронзовую медаль с результатом 7,08 м, что стало новым национальным рекордом Сербии на стадионах.
5 марта 2017 года она выиграла золотую медаль на чемпионате Европы в помещении с результатом 7,24 м, что стало новым национальным рекордом, лучшим результатом сезона в мире и третьим результатом в залах ха всю историю лёгкой атлетики. Дважды была лучшей сербской спортсменкой по рейтингу Олимпийского комитета Сербии (2013, 2015), является обладательницей Ордена Звезды Карагеоргия и Ордена Негоша.

## Карьера

### Первые успехи и рекорды Сербии

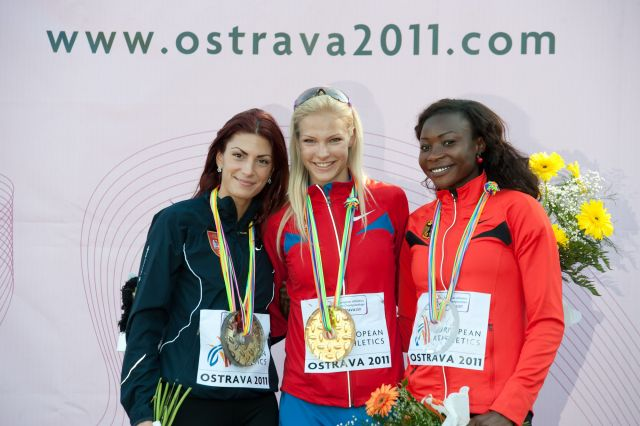
Ивана Шпанович, Дарья Клишина и Состене Могенара на чемпионате Европы среди юниоров в Остраве, 2011

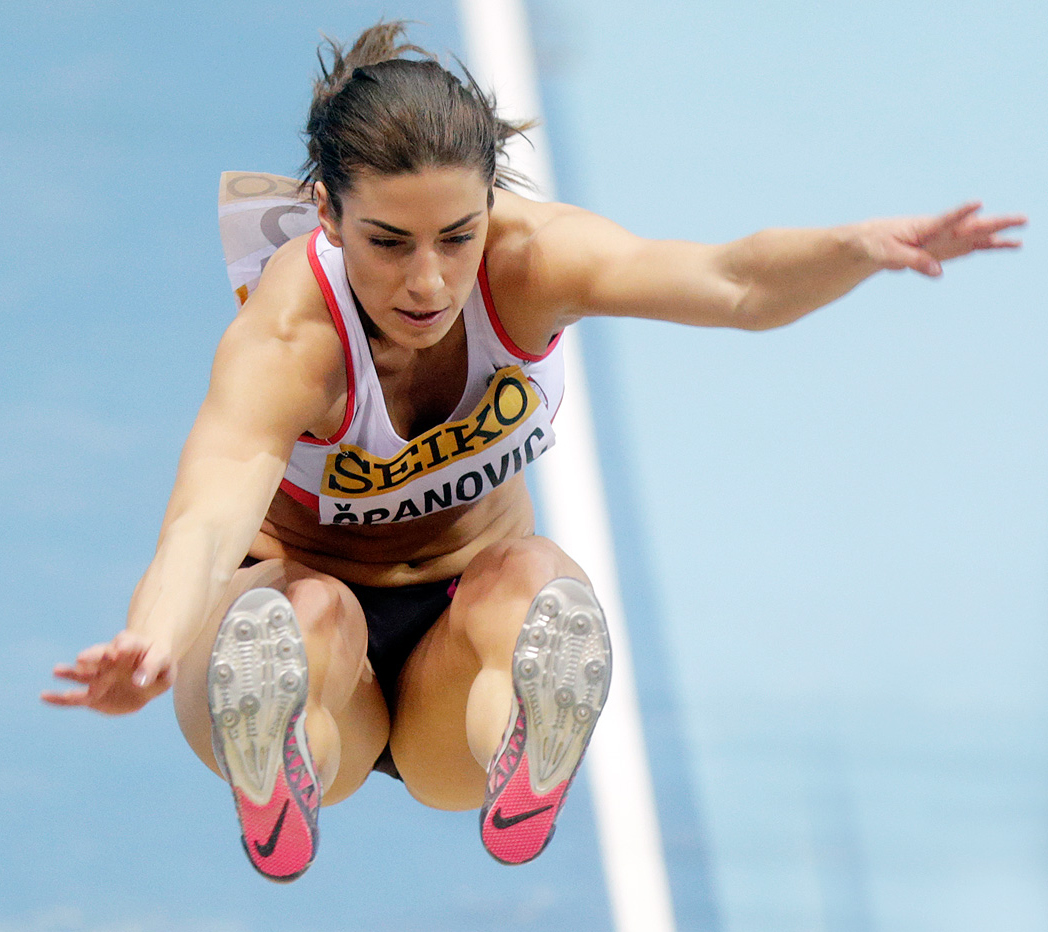
На зимнем чемпионате мира 2014 года Сопоте

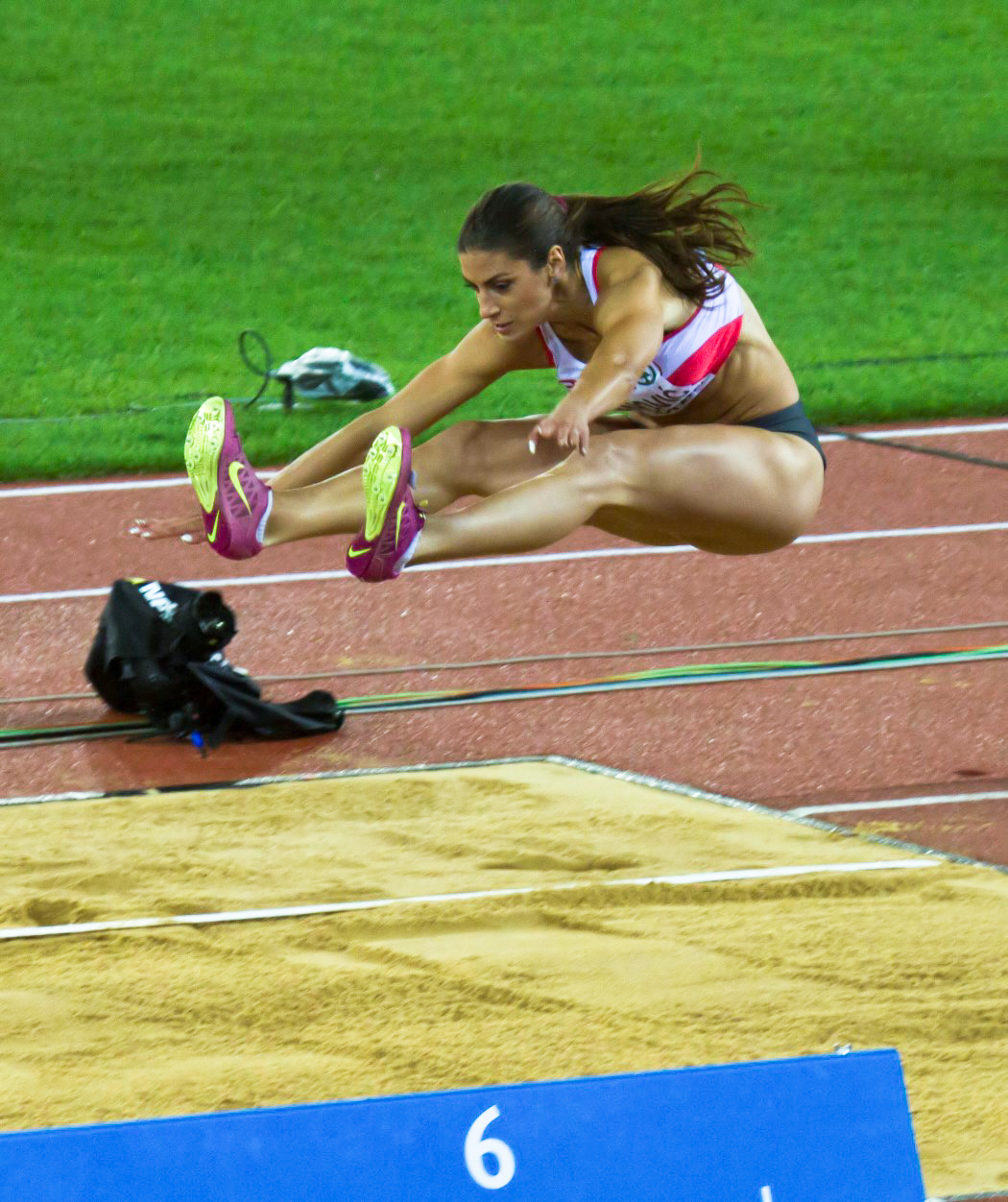
На чемпионате Европы 2014 года в Цюрихе

#### 2006
В 2006 году спортсменка стала седьмой на чемпионате мира среди юниоров.

#### 2007
На молодёжном чемпионате мира 2007 года заняла второе место с результатом 6,41 м. На чемпионате мира среди юниоров 2008 года победила с результатом 6,61 м. Участвовала в Олимпийских играх 2008 года в Пекине. После двух заступов в третьей попытке прыгнула на 6,30 м, однако этого результата не хватило для выхода в финал. В общем зачете заняла тридцатое место.

#### 2008
С 2006 по 2008 год трижды побеждала на юношеских чемпионатах Сербии в прыжках в длину. В соревнованиях среди взрослых стала чемпионкой в той же дисциплине в 2008 году. В 2008 году Dnevni list Sport назвал ее молодым спортсменом года в Сербии. Мать Иваны Весна тоже бывшая спортсменка. Первым тренером Иваны был Яни Хайду, с 2010 года – Горан Обрадович-Челе. Выступает за Спортивный клуб Воеводина из Нови-Сада.

#### 2009
В 2009 году участвовала в Универсиаде в Белграде, где победила с результатом 6,64 м, опередив на 17 см занявшую второе место российскую спротсменку Ирину Крячиковоу. Это была первая золотая медаль Сербии, завоеванная на этой Универсиаде.
На чемпионате Европы среди юниоров 2009 года, проходившем в Нови-Саде, она улучшила свой личный рекорд до 6,71 м, но этого не хватило для завоевания золота. Она была второй после россиянки Дарьи Клишиной, которая установила новый рекорд чемпионата — 6,80 м.

#### 2010
На чемпионате Европы в Барселоне заняла 8-е место с результатом 6,60 м.

#### 2011
На чемпионате Европы среди молодёжи в Остраве заняла 2-е место с результатом 6,74 м (при попутном ветре 3,2 м/с).

#### 2012
В 2012 году участвовала в чемпионате Европы в Хельсинки. В финал не попала, в квалификации прыгнула на 6,33 метра и заняла 15-е место.
В том же году на Олимпийских играх в Лондоне в квалификации показала 11-й результат 6,41 м, в финале заняла 11-е место с результатом 6,35 м (серия 4,23; 6,33; 6,35). В дальнейшем в 2016–2019 годах три занявшие более высокие места спортсменки были дисквалифицированы, и Шпанович оказалась на 8-м месте.

#### 2013
Весной 2013 года заняла пятое место на чемпионате Европы в помещении с результатом 6,68 м.
На чемпионате мира по легкой атлетике, проходившем в Москве в августе 2013 года, Ивана завоевала бронзовую медаль с новым национальным рекордом 6,82 метра. По итогам года Олимпийским комитетом Сербии и Ассоциацией спортивных журналистов Сербии она была объявлена спортсменкой года, а также стала лучшей спортсменкой на Балканах.

#### 2014
22 февраля 2014 года на чемпионате Балкан по легкой атлетике, проходившем в Стамбуле, Турция, Ивана завоевала золотую медаль, установив национальный рекорд в прыжках в длину — 6,92 м. В 2014 году завоевала бронзовую медаль на чемпионате мира в помещении и серебряные медали на чемпионате Европы на стадионах и Континентальном кубке ИААФ в Марракеше. Она также улучшила свой личный рекорд на открытом воздухе до 6,88 м на соревнованиях Бриллиантовой лиги в Юджине. В общем зачёте Бриллиантовой лиги 2014 года Шпанович заняла второе место в прыжках в длину.

#### 2015
В 2015 году она выиграла свою первую золотую медаль во взрослых соревнованиях став чемпионкой Европы в закрытых помещениях с новым национальным рекордом 6,98 м. Она завоевала вторую бронзовую медаль на чемпионате мира на открытом воздухе, дважды улучшив свой национальный рекорд, как в квалификации (6,91 м), так и в финале (7,01 м дважды). Шпанович заняла второе место в прыжках в длину в общем зачёте Бриллиантовой лиги 2015 года. В том же году Олимпийский комитет Сербии во второй раз объявил ее лучшей спортсменкой года.

### Призер Олимпийских игр, чемпионка Европы и мира

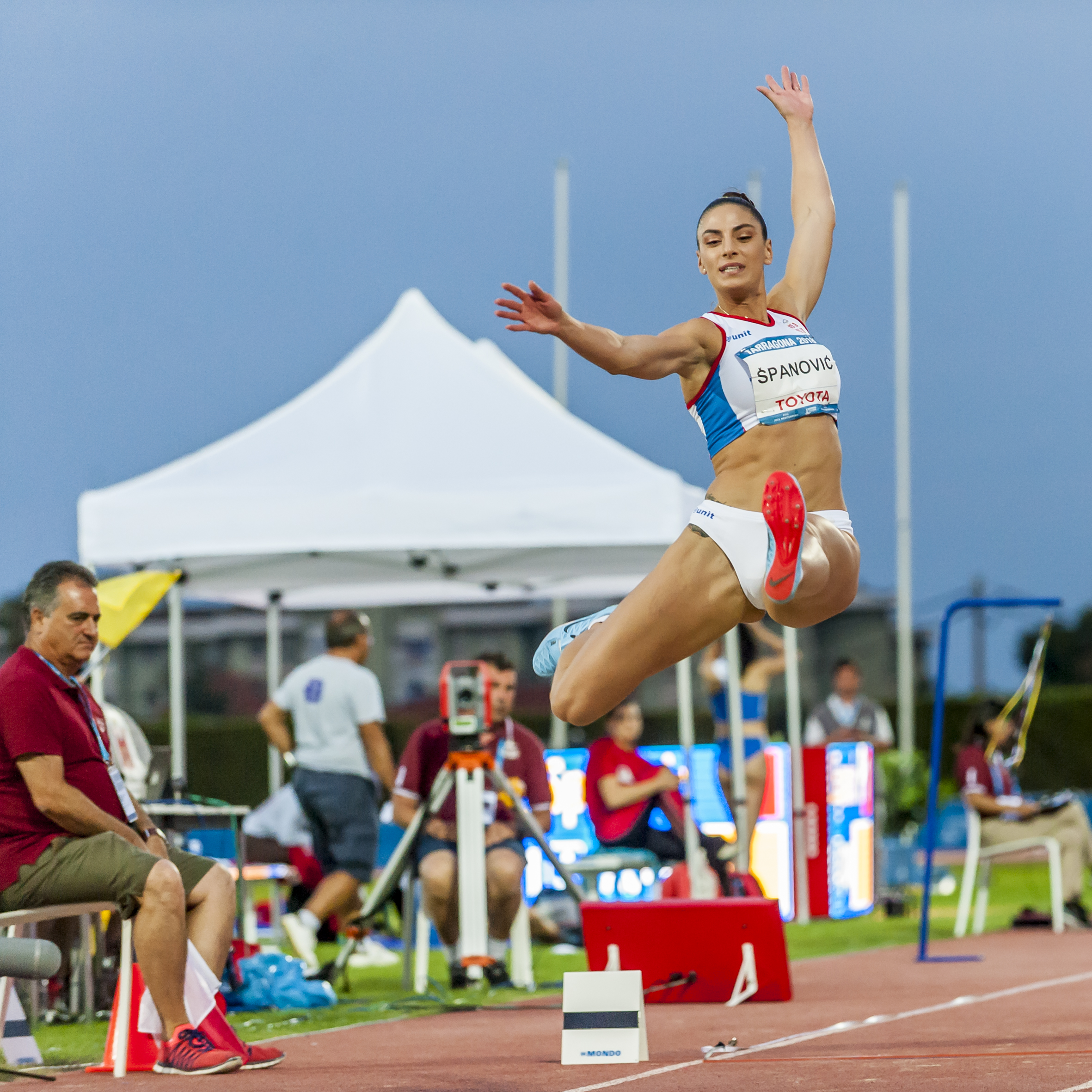
На Средиземноморских играх 2018 года

#### 2016
В зимнем сезоне 2016 года Шпанович выиграла серебряную медаль на чемпионате мира в помещении, дважды улучшив свой национальный рекорд: 7,00 м (в первой попытке) и 7,07 м (в пятой попытке). На протяжении всех соревнований она лидировала, но в последней попытке Риз вырвала золотую медаль, прыгнув на 7,22 м. Эта медаль стала самым большим успехом сербских спортсменов на чемпионатах мира со времени распада Югославии. Достигнутый результат 7,07 м — девятый в мировом рейтинге за всю историю соревнований среди женщин в залах и шестой в европейском рейтинге.
В летнем сезоне Шпанович сначала выиграла золото на чемпионате Европы с результатом 6,94 м, затем завоевала бронзовую медаль на Олимпийских играх в Рио с результатом 7,08 м, что стало новым национальным рекордом. Это была первая олимпийская медаль Сербии в лёгкой атлетики за последние 60 лет и восьмая подряд медаль Иваны на крупных международных соревнованиях, начиная с чемпионата мира в Москве в 2013 году.
В 2016 году Шпанович с явным преимуществом выиграла гонку Бриллиантовой лиги, победив в 5 из 7 соревнований в Шанхае, Осло, Стокгольме, Лозанне и Париже и ещё в двух заняв второе место. Это стало новым рекордом Бриллиантовой лиги по прыжкам в длину у женщин, поскольку до нее ни одна спортсменка не выигрывала в год более 4 соревнований лиги. 11 сентября на соревнованиях в столице Сербии Шпанович улучшила свой национальный рекорд до 7,10 м. Эти соревнования проводились в поддержку чемпионата Европы 2017 года в помещении в Белграде.

#### 2017
В 2017 году Ивана одержала впечатляющую победу на чемпионате Европы в залах в Белграде. В квалификации она показала лучший результат 7,03 м, а в финале дважды превзошла свой национальный рекорд: 7,16 м (во второй попытке) и 7,24 м (в третьей попытке). Таким образом, она защитила свой чемпионский титул, завоёванный в 2015 году. Её новый национальный рекорд, 7,24 м, стал третьим результатом за всю историю лёгкой атлетики в залах после достижений Хайке Дрекслер (7,37 м в 1988 году) и Галины Чистяковой (7,30 м в 1989 году) и лучшим результатом за последние 18 лет.
В летнем сезоне Ивану преследовали травмы, в результате чего перед чемпионатом мира она участвовала только в двух встречах Бриллиантовой лиги. 6 июля 2017 года она выиграла встречу Бриллиантовой лиги в Лозанне 6 июля 2017 года, совершив в четвёртой попытке прыжок на 6,79 м и опередив американок Шакелу Сондерс, Тиану Бартолетту и россиянку Дарью Клишину.
На чемпионате мира в Лондоне она лидировала после первой попытки, совершив прыжок на 6,96 м, однако перед последней попыткой соперницы отодвинули её на четвёртое место. В последней попытке Шпанович приземлилась за отметкой 7,02 м, опережая лидировавшую Бритни Риз, однако замер был произведён по ближайшей к планке отметке на песке, оставленной предположительно плохо закреплённым номером на спине, и результат оказался только 6,91 м. Сербская команда подала апелляцию, но повторы в замедленной съемке подтвердили зафиксированный ранее результат. По словам тренера Иваны Горана Обрадовича, было неясно, оставлена ли отметка плохо закреплённым номером или след стал результатом плохого выравнивания поверхности песка перед прыжком. Таким образом, Ивана заняла только четвёртое место, уступив Риз (7,02 м), Клишиной (7,00 м) и Бартолетте (6,97 м) и вперыве после девяти крупных соревнований подряд оставшись без медали.
В финале Бриллиантовой лиги 2017 года в Брюсселе заняла первое место, во второй раз в своей карьере выиграв общий зачёт лиги.

#### 2018
На чемпионате мира в помещении 2018 года в Бирмингеме, Ивана завоевала золото прыжком на 6,96 м в четвертой попытке
В 2018 году Ивана завоевала первый титул чемпиона мира, выиграв чемпионат мира в помещении в Бирмингеме с результатом 6,96 м. Риз был второй с 6,89 м, а Могенара — третьей с 6,85 м. Шпанович стала первым сербским спортсменом, завоевавшим титул чемпиона мира по легкой атлетике среди взрослых.
В том же сезоне Шпанович выиграла золотую медаль на Средиземноморских играх в Таррагоне с рекордом Игр (7,04 м с попутным ветром и 6,99 в стандартных условиях). На чемпионате Европы в Берлине она показала лучший результат в квалификации, но травма вынудила ее отказаться от дальнейших соревнований. Ее результат 6,84 м в квалификации оказался лучше, чем у Михамбо (6,75 м), которая в итоге завоевала золотую медаль. Травма ахиллова сухожилия вынудила спортсменку отказаться от дальнейших соревнований сезона, включая финал Бриллиантовой лиги.

#### 2019
В 2019 году Шпанович, восстановившись после травмы, полученной прошлым летом, выиграла золотую медаль на чемпионате Европы в закрытых помещениях в Глазго с результатом 6,99 м. Став подряд трёхкратной чемпионкой Европы в залах (2015, 2017, 2019), она повторила достижение Хайке Дрекслер (1986, 1987, 1988). В летнем сезоне Шпанович опять преследовали травмы, в том числе на встрече ISTAF в Берлине, в результате чего она не смогла завоевать медаль чемпионат мира в Дохе.

#### 2020
В 2020 году Шпанович, получив в июне травму плюсневой кости, решила завершить сезон уже в августе. В этом году она участвовала только в одном соревновании 6 июня в Нови-Саде, где показала результат 6,80 м

#### 2021
В 2021 году Шпанович повредила правую ногу на последней тренировке перед отъездом в Торунь и была вынуждена пропустить чемпионат Европы в помещении.
Восстановившись после травмы, в летнем сезоне она дважды победила в гонке Бриллиантовой лиги 2021 года 10 июня на Golden Gala во Флоренции (6,74 м) и 4 июля на DN Galan в Стокгольме (6,88 м), а также заняла второе место Bislett Games в Осло.
На Олимпийских играх 2020 года, состоявшихся из-за эпидемии коронавируса в августе 2021 года в Токио, Шпанович показала в квалификации лучший результат (7,00 м), который позволил бы ей завоевать золото в финале. Однако в финале она прыгнула всего на 6,91 м и стала четвертой.
После разочарования на Олимпийских играх Шпанович добился еще одного успеха в гонке Бриллиантовой лиги 2021 года 26 августа на Атлетиссимо в Лозанне (6,85 м), а также заняла первое место на финальных соревнованиях в Weltklasse Zürich 9 сентября с результатом 6,96 м и третий раз одержала победу в прыжках в длину в общем зачёте Бриллиантовой лиги, став самой титулованной спортсменкой лиги в этой дисциплине.

#### 2022
В 2022 году Ивана, выступая под фамилией Вулета, отстояла свой чемпионский титул на зимнем чемпионате мира с результатом 7,06 м, что стало лучшим результатом сезона 2022 года в помещении. Это была её четвёртая медаль подряд на этих соревнованиях: бронза в 2014 году, серебро в 2016 году, золото в 2018 и 2022 годах.
На летнем чемпионате мира в Юджине (23-24 июля) в первых двух попытках квалификационных соревнований Ивана совершила заступы, а в последней третьей попытке прыгнула на 6,65 м, не выполнив квалификационный норматив 6,75 м. Тем не менее, по результатам квалификации она заняла 11-е место и попала в число финалистов. На следующий день, 24 июля, в финале она дважды прыгнула на 6,84 м и заняла 7-е место. Победила Малайка Михамбо из Германии с результатом 7,12 м.
Через три недели Ивана победила на чемпионате Европы в Мюнхене (16, 18 августа). В квалификации она прыгнула на 6,67 м при квалификационном нормативе 6,75 м и вышла в финал благодаря тому, что её результат был четвёртым и попал в 12 лучших среди всех участников. В финале, который проходил через два дня, Ивана в первой же попытке показала 7,06 м, и этот результат оставался лучшим до конца соревнований. Её постоянная соперница Малайка Михамбо отстала на 3 см, прыгнув второй попытке на 7,03 м.

#### 2023

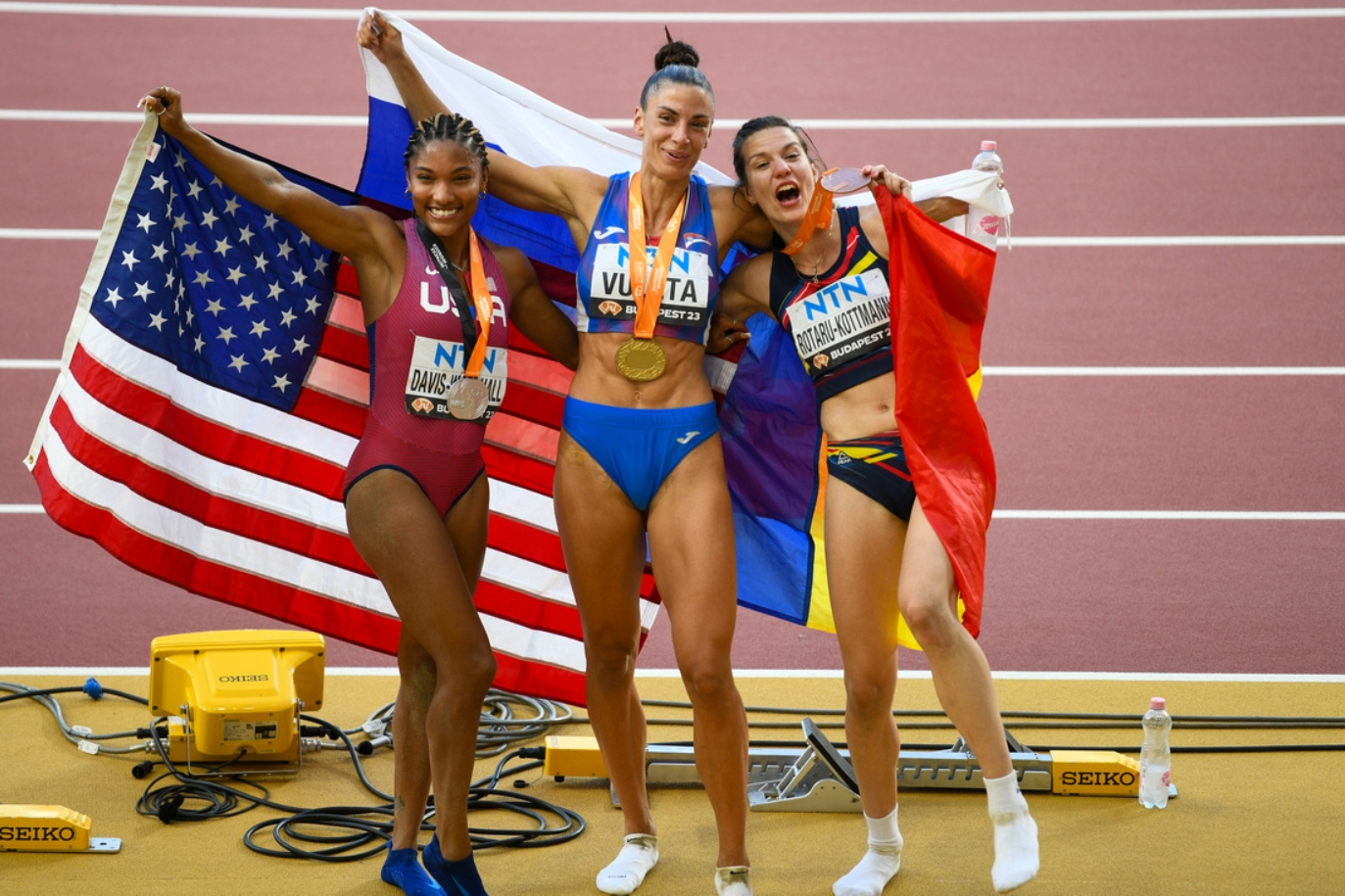
Победитель и призёры женских прыжков в длину

В 2023 году на чемпионате мира по лёгкой атлетике, который состоялся в Будапеште, прыгунья из Сербии, в прыжках в длину, с результатом 7,14 метров стала чемпионкой мира.
Всего спортсменка одержала шестнадцать побед на этапах Бриллиантовой лиги ИААФ, что является рекордом среди женщин, выступающих в прыжках в длину: на DN Galan в 2013 году (хотя в том году прыжки в длину среди женщин не присутствовали в программе этапов Бриллиантовой лиги); на Prefontaine Classic и Weltklasse Zürich в 2014 году; в Herculis и Weltklasse Zürich в 2015 году; на Shanghai Golden Grand Prix, Bislett Games, DN Galan, Athletissima и Meeting Areva в 2016 году; на Athletissima и Memorial Van Damme, финале Бриллиантовой лиги в 2017 году; на Golden Gala, DN Galan, Athletissima, Weltklasse Zürich, финале Бриллиантовой лиги в 2021 году.
Кроме того, она одержала две победы на этапах IAAF World Challenge, на ISTAF Berlin в 2015 году и Hanžeković Memorial с новым рекордом соревнований 6,96 м в 2016 году.
Начиная с чемпионата мира 2013 года спортсменка завоевала 12 медалей на крупных чемпионатах.
Она установила 30 национальных рекордов среди взрослых: 12 на открытом воздухе (все в прыжках в длину), 18 в помещении (16 в прыжках в длину, 1 на 60 м, 1 в пятиборье).

## Лучшие результаты
Все прыжки за 6,90 м
| Результат | Город          | Место | Дата       | Ветер | Примечания, другие попытки |
| --------- | -------------- | ----- | ---------- | ----- | -------------------------- |
| 6,92      | Стамбул        | 1     | 22.02.2014 |       | В зале                     |
| 6,98      | Прага          | 1     | 07.03.2015 |       | В зале                     |
| 6,91      | Пекин          | q     | 27.08.2015 | +0,7  |                            |
| 7,02      | Цюрих          | 1     | 03.09.2015 | +0,5  | 6,93; 6,90                 |
| 7,01      | Пекин          | 3     | 28.08.2015 | +0,8  | 7,01; 6,98                 |
| 7,07      | Портленд       | 2     | 18.03.2016 |       | В зале; 7,00               |
| 6,95      | Шанхай         | 1     | 14.05.2016 | +0,7  |                            |
| 6,94      | Осло           | 1     | 09.06.2016 |       |                            |
| 6,90      | Стокгольм      | 1     | 16.06.2016 | -0,3  |                            |
| 6,90      | Амстердам      | q     | 06.07.2016 | +1,7  |                            |
| 6,94      | Амстердам      | 1     | 08.07.2016 | +0,9  |                            |
| 7,08      | Рио-де-Жанейро | 3     | 17.08.2016 | +0,6  | ; 7,05; 6,95               |
| 6,90      | Сен-Дени       | 1     | 27.08.2016 | +0,0  |                            |
| 6,93      | Цюрих          | 2     | 01.09.2016 | +0,0  | 6,90                       |
| 7,03w     | Загреб         | -     | 06.09.2016 | +2,5  | 6,96                       |
| 7,10      | Белград        | 1     | 11.09.2016 | +0,3  | 7,03; 6,97; 6,91           |
| 6,96      | Белград        | 1     | 25.02.2017 |       | В зале                     |
| 7,03      | Белград        | q     | 04.03.2017 |       | В зале                     |
| 7,24      | Белград        | 1     | 05.03.2017 |       | В зале; 7,17; 7,16         |
| 6,96      | Лондон         | 4     | 11.08.2017 | +0,1  | 6,91                       |
| 6,93      | Белград        | 1     | 21.02.2018 |       | В зале                     |
| 6,96      | Бирмингем      | 1     | 04.03.2018 |       | В зале                     |
| 7,04w     | Таррагона      | 1     | 27.06.2018 | +2,2  | 6,99; 6,95                 |
| 6,98w     | Афины          |       | 26.05.2018 | +2,5  | 6,92                       |
| 6,90      | Лозанна        | 2     | 05.07.2018 | +0,8  |                            |
| 6,92      | Белград        | 1     | 20.02.2019 |       | В зале; 6,90; 6,90         |
| 6,99      | Глазго         | 1     | 03.03.2019 |       | В зале; 6,90               |
| 7,00      | Токио          | q     | 01.08.2021 | +0,1  |                            |
| 6,91      | Токио          | 4     | 03.08.2021 | -0,4  |                            |
| 6,96      | Цюрих          | 1     | 08.09.2021 | +0,2  |                            |
| 7,06      | Белград        | 1     | 20.03.2022 |       | В зале                     |
| 7,06      | Мюнхен         | 1     | 18.08.2022 | +0,3  | 6,98                       |
| 6,97      | Цюрих          | 1     | 08.09.2022 | -0,7  |                            |
| 6,91      | Стамбул        | 3     | 05.03.2023 |       | В зале; 6,90               |

## Достижения
| Год                                          | Соревнование                    | Город                        | Место                        | Дисциплина                    | Время (с)                                            |
| Команда: Сербия и Черногория                 | Команда: Сербия и Черногория    | Команда: Сербия и Черногория | Команда: Сербия и Черногория | Команда: Сербия и Черногория  | Команда: Сербия и Черногория                         |
| -------------------------------------------- | ------------------------------- | ---------------------------- | ---------------------------- | ----------------------------- | ---------------------------------------------------- |
| 2005                                         | Чемпионат мира среди юношей     | Марракеш, Марокко            | 16 (q)                       | Прыжки в длину                | 5,97                                                 |
| Команда: Сербия                              |                                 |                              |                              |                               |                                                      |
| 2006                                         | Чемпионат мира среди юниоров    | Пекин, КНР                   | 7                            | Прыжки в длину                | 6,23 (ветер: 0,0 м/с)                                |
| 2007                                         |                                 |                              |                              |                               |                                                      |
| Чемпионат Европы в зале                      | Бирмингем, Великобритания       | 18 (q)                       | Прыжки в длину               | 6,18                          |                                                      |
| Чемпионат мира среди юношей                  | Острава, Чехия                  | 2                            | Прыжки в длину               | 6,41 (ветер: +0,5 м/с)        |                                                      |
| Чемпионат Европы среди юниоров               | Хенгело, Нидерланды             | 5                            | Прыжки в длину               | 6,22 (ветер: −0,2 м/с)        |                                                      |
| Европейский молодёжный олимпийский фестиваль | Белград, Сербия                 | 2                            | Прыжки в длину               | 6,20 (ветер: −0,1 м/с)        |                                                      |
| Европейский молодёжный олимпийский фестиваль | Белград, Сербия                 | 3                            | Эстафета 4 × 100 м           | 46,85 с                       |                                                      |
| 2008                                         |                                 |                              |                              |                               |                                                      |
| Чемпионат мира среди юниоров                 | Быдгощ, Польша                  | 1                            | Прыжки в длину               | 6,61 (ветер: +1,3 м/с)        |                                                      |
| Олимпийские игры                             | Пекин, КНР                      | 30 (q)                       | Прыжки в длину               | 6,30 (ветер: +1,8 м/с)        |                                                      |
| 2009                                         |                                 |                              |                              |                               |                                                      |
| Universiade (en)                             | Белград, Сербия                 | 1                            | Прыжки в длину               | 6,64 (ветер: 0,0 м/с)         |                                                      |
| Чемпионат Европы среди юниоров               | Нови-Сад, Сербия                | 2                            | Прыжки в длину               | 6,71 (ветер: −0,1 м/с) NR NJR |                                                      |
| 2010                                         |                                 |                              |                              |                               |                                                      |
| Чемпионат Европы                             | Барселона, Испания              | 8                            | Прыжки в длину               | 6,60 (ветер: −0,3 м/с)        |                                                      |
| 2011                                         | Чемпионат Европы среди молодёжи | Острава, Чехия               | 2                            | Прыжки в длину                | 6,74w (ветер: +3,2 м/с)                              |
| 2012                                         | Чемпионат Европы                | Хельсинки, Финляндия         | 15 (q)                       | Прыжки в длину                | 6,33 (ветер: +0,1 м/с)                               |
| 2012                                         | Олимпийские игры                | Лондон, Великобритания       | 11                           | Прыжки в длину                | 6,35 (ветер: +0,9 м/с)                               |
| 2013                                         | Чемпионат Европы в зале         | Готенбург, Швеция            | 5                            | Прыжки в длину                | 6,68                                                 |
| 2013                                         | Чемпионат мира                  | Москва, Россия               | 3                            | Прыжки в длину                | 6,82 NR (ветер: +0,1 м/с)                            |
| 2014                                         | Чемпионат мира в зале           | Сопот, Польша                | 3                            | Прыжки в длину                | 6,77                                                 |
| 2014                                         | Чемпионат Европы                | Цюрих, Швейцария             | 2                            | Прыжки в длину                | 6,81 (ветер: −1,6 м/с)                               |
| 2014                                         | Континентальный кубок           | Марракеш, Марокко            | 2                            | Прыжки в длину                | 6,56 (ветер: −0,1 м/с)                               |
| 2015                                         | Чемпионат Европы в зале         | Прага, Чехия                 | 1                            | Прыжки в длину                | 6,98 NR                                              |
| 2015                                         | Чемпионат мира                  | Пекин, КНР                   | 3                            | Прыжки в длину                | 7,01 NR (ветер: +0.6 м/с)                            |
| 2016                                         | Чемпионат мира в зале           | Портленд, США                | 2                            | Прыжки в длину                | 7,07 NR                                              |
| 2016                                         | Чемпионат Европы                | Амстердам, Нидерланды        | 1                            | Прыжки в длину                | 6,94 (ветер: +0,9 м/с)                               |
| 2016                                         | Олимпийские игры                | Рио-де-Жанейро, Бразилия     | 3                            | Прыжки в длину                | 7,08 NR (ветер: +0,6 м/с)                            |
| 2017                                         | Чемпионат Европы в зале         | Белград, Сербия              | 1                            | Прыжки в длину                | 7,24 NR                                              |
| 2017                                         | Чемпионат мира                  | Лондон, Великобритания       | 4                            | Прыжки в длину                | 6,96 (ветер: +0,1 м/с)                               |
| 2018                                         | Чемпионат мира в зале           | Бирмингем, Великобритания    | 1                            | Прыжки в длину                | 6,96                                                 |
| 2018                                         | Средиземноморские игры          | Таррагона, Испания           | 1                            | Прыжки в длину                | 7,04 (ветер: +2,2 м/с) w 6,99 m (ветер: +1.8 м/с) GR |
| 2018                                         | Чемпионат Европы                | Берлин, Германия             | 1 (q)                        | Прыжки в длину                | 6,84 1                                               |
| 2019                                         | Чемпионат Европы в зале         | Глазго, Великобритания       | 1                            | Прыжки в длину                | 6,99                                                 |
| 2021                                         | Олимпийские игры                | Токио, Япония                | 4                            | Прыжки в длину                | 6,91 (ветер: −0,4 м/с)                               |
| 2022                                         | Чемпионат мира в зале           | Белград, Сербия              | 1                            | Прыжки в длину                | 7,06                                                 |
| 2022                                         | Чемпионат мира                  | Юджин, США                   | 7                            | Прыжки в длину                | 6,84 (ветер: +0,6 м/с)                               |
| 2022                                         | Чемпионат Европы                | Мюнхен, Германия             | 1                            | Прыжки в длину                | 7,06 (ветер: +0,3 м/с)                               |
| 2023                                         | Чемпионат Европы в зале         | Стамбул, Турция              | 3                            | Прыжки в длину                | 6,91                                                 |

1 В финале не выступала

## Коммерческая деятельность
В октябре 2016 года представила новую спортивную экипировку от компании Nike в рамках кампании «Nike Tech Fleece». Она стала первой сербской спортсменкой, ставшей лицом глобальной кампании Nike, и, таким образом, присоединилась к команде лучших спортсменов мира, поддерживающих бренд, таких как Рафаэль Надаль, Криштиану Роналду и Коби Брайант.
Ивана также является лицом бренда Vimport FOX.

## Частная жизнь
Окончила среднюю сельскохозяйственную школу в Зренянине. Родители Иваны, Любиша и Весна Шпанович (Љубиша и Весна Шпановић), также были известными спортсменами У нее есть брат Неманья (Немања), который старше ее на три года.
26 сентября 2021 года Шпанович вышла замуж за фитнес-диетолога Марко Вулета и сменила фамилию. В декабре 2023 года они развелись, и Ивана вернула девичью фамилию.